# 両角幸寛
両角 幸寛（もろずみ ゆきひろ、1969年 - ）は、日本の実業家。メトロ製菓株式会社代表取締役社長、株式会社ロイスダール代表取締役社長。

## 人物・経歴
1969年生まれ。立教大学卒業後、富士銀行（現・みずほ銀行）に入行。
その後、為替ディーラーを務め、シンガポールでの海外勤務などを経験。
夫人の実家が営むメトロ製菓株式会社の経営を立て直すため、銀行マンから転職することを決め、2005年に同社に入社。入社した時、まず最初に粉を練る作業やチョコレートを攪拌するといった菓子の製造工程での修行を進めた。
2011年（平成23年）、4代目としてメトロ製菓及び関連会社である株式会社ロイスダールの代表取締役社長に就任。
メトロ製菓は、1923年（大正12年）に東京・池袋で創業したサンライズ製菓が前身で、1951年（昭和26年）に現在の名称に変更し、2023年で創業100周年を迎えた老舗企業である。創業者で初代の大浦半左衛門は、1898年（明治31年）に米国へ渡り、西海岸で25年間修行して洋菓子の製造方法を習得して、帰国後にサンライズ製菓を始めた。1931年（昭和6年）には、日本初のチョコレートバーの生産を開始し、宮内庁へもチョコレートを納品し、1941年（昭和16年）には秩父宮から賞詞を賜ったとされる。1944年（昭和19年）には戦災によって製造を一時中断するが、戦後は主にチョコレート製造の専用メーカーとして成長し、多くのメーカーや小売にチョコレートのOEM共有を行ってきた。
1972年（昭和47年）には自社ブランドのロイスダールを開始させ、製造をメトロ製菓が行い、販売をロイスダールが担う体制となっている。
主軸であるロイスダールは洋菓子の分類の中で大きくは贈答用の洋菓子となり、クラシカルなブランドとして確立されているが、百貨店業界の市場規模が小売全体の3％程度と言われる中、それだけでは売上が減少していく実態であることから、経営者として雇用を守り企業を存続するため、他のブランドによる別販路での展開を進めている。中でも、アンジェリーナやフォションなどのフランスの菓子ライセンスを保有し、贈答用ではなく現在の百貨店の菓子ショーケースで広がりを見せるデイリーユースの自家消費市場の開拓を行っている。また、近年では北欧菓子ブランドのFika（フィーカ）や国産フルーツに特化したPOMOLOGY（ポモロジー）などのブランドも展開している。